# Marita Petersenová
Marita Petersenová, rozená Johansenová (21. října 1940, Vágur – 26. srpna 2001, Tórshavn) byla faerská pedagožka a politička.

## Politické působení
V letech 1993–1996 byla předsedkyní Faerské sociálně demokratické strany a v letech 1993–1994 jako první žena faerským premiérem. Bylo to poprvé v dějinách Faerských ostrovů, kdy hlava státu (královna Markéta II.) i místní vládce byly ženy.